# Dipartimento di Copán
Il dipartimento di Copán è un dipartimento dell'Honduras occidentale avente come capoluogo Santa Rosa de Copán.
Il dipartimento di Copán comprende 23 comuni:
- Cabañas
- Concepción
- Copán Ruinas
- Corquín
- Cucuyagua
- Dolores
- Dulce Nombre
- El Paraíso
- Florida
- La Jigua
- La Unión
- Nueva Arcadia
- San Agustín
- San Antonio
- San Jerónimo
- San José
- San Juan de Opoa
- San Nicolás
- San Pedro de Copán
- Santa Rita
- Santa Rosa de Copán
- Trinidad de Copán
- Veracruz